# Fulton County, New York
Fulton County är ett administrativt område i delstaten New York, USA, med 55 531 invånare. Den administrativa huvudorten (county seat) är Johnstown. 

## Geografi
Enligt United States Census Bureau så har countyt en total area på 1 380 km². 1 285 km² av den arean är land och 95 km² är vatten. 

### Angränsande countyn
- Hamilton County, New York - nord
- Saratoga County, New York - öst
- Montgomery County, New York - syd
- Herkimer County, New York - väst